# STS-78
是历史上第七十七次航天飞机任务，也是哥倫比亞號太空梭的第十七次太空飞行。

## 任务成员
- 特伦斯·亨里克斯（Terence T. Henricks，曾执行、以及任务），指令长
- 凯文·克雷格（Kevin R. Kregel，曾执行、以及任务），飞行员
- 苏珊·赫尔姆斯（Susan J. Helms，曾执行、以及任务），飞行工程师
- 理查德·林奈（Richard M. Linnehan，曾执行、以及任务），任务专家
- 查尔斯·布拉迪（Charles E. Brady，、曾执行任务），任务专家
- 让-雅克·法维埃（Jean-Jacques Favier，法国宇航员，曾执行任务），有效载荷专家
- 罗伯特·瑟斯克（Robert Thirsk，加拿大宇航员，曾执行任务），有效载荷专家

### 替补有效载荷专家
- 佩德罗·杜克（Pedro Duque，西班牙宇航员，曾执行、联盟TMA-3以及联盟TMA-2任务）
- 卢卡·厄巴尼（Luca Urbani，意大利宇航员）